# Armin Kogler
Armin Kogler (* 4. September 1959 in Schwaz) ist ein ehemaliger österreichischer Skispringer.

## Werdegang

### Sportliche Laufbahn
Kogler kam als Kind durch seinen Vater Helmut zu Skispringen, da dieser in seiner Jugend selbst an Springen teilnahm. Mit zehn Jahren begann Kogler beim WSV Vomp mit dem regelmäßigen Training. Am 15. Februar 1976 war er einer der Vorspringer beim Sieg von Karl Schnabl bei den Olympischen Winterspielen in Innsbruck, wobei er vor dem zweiten Wertungssprung derart schwer stürzte, dass er operiert werden musste.
Über diverse Juniorenerfolge kam er 1977 zum Nationalkader, wobei ihn Trainer Max Golser schnell an die Weltspitze heranführte. Bereits im Winter 1977/78 bewies er mit dem Gewinn des Österreichischen Meistertitels von der Großschanze sein Können. Er war auch Teilnehmer bei den Weltmeisterschaften in Lahti, wo er als Ersatzmann für den verletzten Karl Schnabl beim Springen auf der Großschanze am 25. Februar auf Rang 15 kam. Auch international überzeugte Kogler und stellte beim Springen in den Vereinigten Staaten einen neuen amerikanischen Rekord von 117 Metern auf. Einen Sieg gab es außerdem in Kanada auf der 70-Meter-Schanze von Thunder Bay.
1979 wurde Kogler in Planica Skiflugweltmeister und war mit 19 Jahren und 195 Tagen auch lange Zeit der jüngste Titelträger, ehe Gregor Schlierenzauer diesen Rekord 2008 unterbot. Im Januar 1980 gewann er auf der Big Thunder in Thunder Bay seine ersten beiden Springen im Skisprung-Weltcup.
Bei den folgenden Olympischen Winterspielen 1980 in Lake Placid erreichte Kogler von der Normalschanze den 12. Platz. Von der Großschanze verpasste er als Fünfter nur knapp eine Medaille. Im März folgten drei weitere Weltcup-Siege am Holmenkollen in Oslo, in Lahti und in Štrbské Pleso. Am Ende belegte er so den zweiten Rang der Gesamtwertung des Skisprung-Weltcup 1979/80. Am 27. März 1980 verbesserte er in Harrachov den Skiflugweltrekord auf 176 Meter. Diesen verbesserte er selbst erst bei der Skiflug-Weltmeisterschaft 1981 in Oberstdorf auf 180 Meter. Damit gewann er zwar nicht die Weltmeisterschaft, wurde aber Zweiter und holte so Silber.
In der Saison 1980/81 feierte Kogler erneut drei Weltcup-Siege. Am Ende stand er nach weiteren Podestplatzierungen als Gesamtsieger des Weltcups fest. Zuvor musste er sich bei der Vierschanzentournee 1980/81 in der Gesamtwertung nur seinem Teamkollegen Hubert Neuper geschlagen geben und wurde Zweiter. Durch seinen Sieg in Sapporo im Februar 1981 wurde er außerdem zum ersten Skispringer, der Weltcupwettbewerbe auf drei Kontinenten gewann.
Im Winter 1981/82 fand Kogler nur schwer zu seiner Stärke. Zwar gewann er zwei weitere Weltcups, jedoch sah sich sein Trainer Max Golser wegen schwacher Form starker Kritik ausgesetzt. Zu den Nordischen Skiweltmeisterschaften in Oslo fand er aber zu seiner Stärke zurück und sicherte sich den Weltmeistertitel von der Normalschanze. Zudem holte er bei den Weltmeisterschaften noch eine Silber- und eine Bronzemedaille. In den folgenden Weltcup-Springen landete er nie außerhalb der besten acht und konnte so am Ende der Saison seinen zweiten und zugleich letzten Sieg im Gesamtweltcup feiern.
In die folgende Saison 1982/83 startete Kogler erneut verhalten und wurde bei der Vierschanzentournee 1982/83 nur Zwölfter der Gesamtwertung. Nur einmal stand er dabei in Garmisch-Partenkirchen ganz oben auf dem Podium und feierte seinen 12. Weltcupsieg. Sein 13. und letzter Sieg gelang Kogler im März auf dem Skuibakken in Bærum, dank diesem lag er in der Bestenliste zeitweise auf dem ersten Platz. In der Gesamtwertung belegte er am Ende Rang drei. Bei der Skiflug-Weltmeisterschaft 1983 in Harrachov verpasste er als Vierter nur knapp seine dritte Medaille in Folge.
Zur Olympiasaison 1983/84 brach Koglers Form endgültig ein. Wie auch seine Mannschaftskollegen konnte er in keinem Weltcupspringen zu alter Stärke finden und verpasste in allen Wettbewerben das Podium. Trotz dieses Misserfolges gehörte er bei den Olympischen Winterspielen 1984 in Sarajevo erneut zum Kader. Im Springen von der Normalschanze enttäuschte Kogler als 52., konnte aber von der Großschanze als Sechster wieder bester Österreicher werden.
Mit der Saison 1984/85 wollte Kogler seine internationale Karriere ausklingen lassen. Highlight sollten dabei die Nordischen Skiweltmeisterschaften 1985 in seiner Heimat Seefeld in Tirol werden. Obwohl er dabei in den Einzelspringen als 20. von der Normalschanze und 13. von der Großschanze nur mäßig überzeugte, gewann er mit seinen Mannschaftskollegen Andreas Felder, Günther Stranner und Ernst Vettori im Teamwettbewerb die Silbermedaille. Nach dem Ende der Saison 1984/85 beendete Kogler schließlich seine aktive Skisprungkarriere.

### Berufliche Laufbahn
Noch im Jahr 1985 schloss Kogler seine Pilotenausbildung ab und bekam eine Anstellung als Verkehrspilot bei den Tyrolean Airways und als Co-Kommentator und Analysator bei Skisprungübertragungen im Dienst des ORF. Ende Februar 2007 erkrankte er an Hodenkrebs und konnte deshalb die Nordische Skiweltmeisterschaften in Sapporo nicht kommentieren. In der Saison 2007/08 nahm er seine Tätigkeit als Co-Kommentator für den ORF wieder auf.

## Erfolge

### Weltcupsiege im Einzel
| Nr. | Datum            | Ort                    | Land        |
| --- | ---------------- | ---------------------- | ----------- |
| 01  | 19. Jänner 1980  | Thunder Bay            | Kanada      |
| 02  | 20. Jänner 1980  | Thunder Bay            | Kanada      |
| 03  | 5. März 1980     | Lahti                  | Finnland    |
| 04  | 16. März 1980    | Oslo                   | Norwegen    |
| 05  | 25. März 1980    | Štrbské Pleso          | Slowakei    |
| 06  | 6. Jänner 1981   | Bischofshofen          | Österreich  |
| 07  | 14. Februar 1981 | Sapporo                | Japan       |
| 08  | 10. März 1981    | Falun                  | Schweden    |
| 09  | 17. Jänner 1982  | Sapporo                | Japan       |
| 10  | 27. Jänner 1982  | St. Moritz             | Schweiz     |
| 11  | 21. Februar 1982 | Oslo (WM)              | Norwegen    |
| 12  | 1. Jänner 1983   | Garmisch-Partenkirchen | Deutschland |
| 13  | 11. März 1983    | Bærum                  | Norwegen    |

### Weltcup-Platzierungen
| Saison  | Platz | Punkte |
| ------- | ----- | ------ |
| 1979/80 | 02.   | 220    |
| 1980/81 | 01.   | 205    |
| 1981/82 | 01.   | 189    |
| 1982/83 | 03.   | 211    |
| 1983/84 | 11.   | 85     |

### Weltrekorde
| #  | Schanze                             | Ort        | Land             | Weite   | aufgestellt am   | Rekord bis    |
| -- | ----------------------------------- | ---------- | ---------------- | ------- | ---------------- | ------------- |
| 76 | Čerťák (K165)                       | Harrachov  | Tschechoslowakei | 176,0 m | 27. März 1980    | 19. März 1983 |
| 77 | Heini-Klopfer-Skiflugschanze (K175) | Oberstdorf | BR Deutschland   | 180,0 m | 26. Februar 1981 | 16. März 1984 |

### Schanzenrekorde
| Schanze                          | Ort            | Land               | Weite   | aufgestellt am | Rekord bis     |
| -------------------------------- | -------------- | ------------------ | ------- | -------------- | -------------- |
| Pine Mountain Jump               | Iron Mountain  | Vereinigte Staaten | 121,5 m | 1980           | 1991           |
| Paul-Außerleitner-Schanze (K109) | Bischofshofen  | Österreich         | 108,0 m | 6. Jänner 1981 | 6. Jänner 1983 |
| Lugnet-Schanzen (K89)            | Falun          | Schweden           | 90,5 m  | 10. März 1981  | 6. März 1984   |
| Bloudkova velikanka (K120)       | Planica        | Jugoslawien        | 134,0 m | 22. März 1981  | 27. März 1993  |
| Fichtelbergschanzen              | Oberwiesenthal | Deutschland        | 94,0 m  | 29. März 1981  | 1983           |

## Auszeichnungen
Kogler wurde 1979, 1981 und 1982 dreimal zum österreichischen Sportler des Jahres gewählt, wobei er 1979 überhaupt der erste Skispringer war, dem diese Auszeichnung zuteilwurde., bevor er 1984 als erster Österreicher die Holmenkollen-Medaille überreicht bekam. Koglers Skisprung-Ski sind heute ständiges Exponat der Wintersportausstellung im Jenbacher Museum.

## Privates
Kogler heiratete 1985 seine Frau Susanne Groyer und bekam mit ihr die Töchter Anna-Maria (* 1987) und Sabrina (* 1988). Sein Neffe ist der österreichische Skispringer Martin Koch, der im Transfer mit Andreas Goldberger die Co-Kommentator-Tätigkeit von seinem Onkel Armin Kogler übernahm.
In seiner Freizeit betreibt Kogler auch weiterhin aktiv Sport, darunter vor allem Tennis, Golf und Schwimmen. Als Golfspieler ist er auch Präsident seines Heimatclubs GC Mieminger Plateau.